# Encyclopedia of Life
Die Encyclopedia of Life (kurz EOL, deutsch Enzyklopädie des Lebens) ist eine frei zugängliche Online-Enzyklopädie, welche den Anspruch hat, Artikel über sämtliche bekannte Arten von Lebewesen zu beinhalten. Die Einträge stammen von Fachleuten. Viele Einträge enthalten Video- und Audiodateien, Bilder, Grafiken und Texte.
Stand Juni 2020 sind in der Enzyklopädie fast 2 Millionen Arten in ca. 190.000 Gattungen und über 13.000 Familien verzeichnet.

## Geschichte
Die Encyclopedia of Life wurde im Februar 2008 eröffnet und hatte bereits über 30.000 verschiedene Seiten in ihrem Repertoire. Die Grundidee dieser Enzyklopädie ist es, Informationen über alle, uns bekannten Tier-, Pilz- und Pflanzenarten zu sammeln und öffentlich zur Verfügung zu stellen. Später sollen auch Artikel über Mikroorganismen und nicht zelluläre Systeme wie Viren folgen. Die Autoren rechneten damit, ein Jahrzehnt später über 1,77 Millionen Artikel zur Verfügung stellen zu können. Die Artikel dienen sowohl der Öffentlichkeit, vor allem aber der Wissenschaft bei der Erfassung des gesamten Ökosystems Erde, sowie der Erforschung ökologischer Probleme.
Der Ansturm auf die Seite wurde allerdings vollkommen unterschätzt, weshalb sie unter dem Ansturm der Besucher zusammenbrach, anschließend wurde sie in einen Demonstrationsmodus geschaltet, in der deutschen Version waren so nur sechs verschiedene Seiten zu sehen. Laut den Betreibern sei die Webseite innerhalb der ersten 5 Stunden insgesamt über 11,5 Millionen Mal aufgerufen worden. Der Unterschied zwischen der Wikipedia und der Encyclopedia of Life sind die Autoren. Während die Wikipedia weitestgehend von freiwilligen Autoren geschrieben wird, kann die Encyclopedia of Life auch von jedem geschrieben werden, allerdings werden Beiträge von Wissenschaftlern überprüft. Für den Aufbau der Enzyklopädie ist derzeit ein Budget von rund 100 Millionen US-Dollar vorhanden.
Ein Jahr später bestand die Enzyklopädie aus über 170.000 Artikel. Damit würde man, so Geschäftsführer James Edwards, zwar seinem Zeitplan nachhinken, innerhalb von einem Jahrzehnt über 1,8 Mill. bekannte Arten zu erfassen, es sei aber eine stetige Wachstumsrate von neuen Beiträgen zu erkennen.
Im September 2011 wurde die zweite Version der Encyclopedia of Life (EoLv2) veröffentlicht. Diese Version brachte ein neues Design mit, außerdem bestand die Webseite nicht mehr nur aus 30.000 Seiten, sondern bestand mittlerweile aus über 700.000 verschiedenen Seiten.
Am 10. Januar 2014 startete die Encyclopedia of Life TraitBank, ein durchsuchbares, Repository für Organismusmerkmale, Messungen, Interaktionen und andere Fakten für alle Taxa. TraitBank ist in die Encyclopedia of Life integriert und nutzt die bestehende Infrastruktur für Namen, Inhaltsorganisation und Suche. Datensätze werden aus Datenbanken, Literaturtabellen und anderen Quellen aggregiert.
Seit Oktober 2016 arbeitet die Encyclopedia of Life mit IBM zusammen. Man wolle, unter Verwendung von IBM’s Supercomputer Watson, wissenschaftliche Fragen beantworten. Eine der Fragen, die man beantworten wolle, sei das Plankton-Paradoxon, so EoL Direktor Bob Corrigan.
Mittlerweile ist die dritte Version der Encyclopedia of Life verfügbar. Der Fokus bei der Entwicklung dieser Version lag vor allem auf der Entwicklung eines neuen, mobiltelefonfreundlichen Layouts, da – so die Entwickler – viele Besucher die Webseite über ein mobiles Endgerät besuchen würden. Außerdem wurde die Plattform komplett neu geschrieben und auf moderne Standards gebracht.

## Beteiligung
An dem Projekt sind derzeit fünf bedeutende Institutionen beteiligt, weitere sollen folgen: Harvard University, Smithsonian Institution, Field Museum in Chicago, Missouri Botanical Garden, Biodiversity Heritage Library, Marine Biological Laboratory Woods Hole, Massachusetts. Sie alle werden von einem Vorstand koordiniert unter dem Vorsitz von James Hanken, Direktor des Louis Agassiz Museum of Comparative Zoology der Harvard University.

## Software
Die Software für das Projekt wird derzeit am Marine Biological Laboratory in Woods Hole, 130 km von Boston entfernt, unter der Leitung des Taxonomen David J. Patterson von jungen Biologen und Informatikern entwickelt. Das Prinzip der Informationsbeschaffung wird durch Schnittstellen zu großen Datenbanken realisiert, unter anderem zu Catalogue of Life (COL).

## Urheberrechtsschutz
Es werden sehr freizügige bis restriktive Creative Commons-Lizenzen verwendet.